# Friederike Welter
Friederike Welter (* 1. Juni 1962) ist eine deutsche Ökonomin, Hochschullehrerin an der Universität Siegen und Präsidentin des Instituts für Mittelstandsforschung Bonn. Sie hat grundlegende Erkenntnisse zur Mittelstands- und Entrepreneurship-Forschung veröffentlicht – u. a. hat sie gemeinsam mit Ted Baker (North Carolina State University/USA) das Handbuch The Routledge Companion to Entrepreneurship publiziert, das eine umfassende Übersicht der verschiedenen Denkansätze und Forschungsrichtungen in diesem Gebiet gibt. Im Einzelnen hat sie sich u. a. mit der Innovationsleistung im Mittelstand im Allgemeinen und der Innovationstätigkeit von Frauen im Besonderen beschäftigt. Weitere Forschungsschwerpunkte sind die kontextuelle Einbettung des unternehmerischen Handelns sowie der gesellschaftliche Beitrag des Mittelstands. Aktuell beschäftigt sie sich mit den vielfältigen Herausforderungen für den Mittelstand in Folge der Transformation zur sozialökologischen Marktwirtschaft in Deutschland. Friederike Welter gilt als eine der einflussreichsten Ökonomen Deutschlands. Für ihre Entrepreneurship- und Mittelstandsforschung wurde sie zuletzt 2021 mit der Aufnahme in die Academia Europaea und 2023 mit der Ehrendoktorwürde der Universität Glasgow geehrt.

## Leben und Wirken
Friederike Welter studierte in Wuppertal und Bochum Wirtschaftswissenschaften. 2002 wurde sie von der Universität Lüneburg habilitiert.
Von 1993 bis 2006 war sie am Rheinisch-Westfälischen Institut für Wirtschaftsforschung (RWI) tätig, zuletzt als stellvertretende Leiterin des Kompetenzbereichs „Existenzgründung und Unternehmensentwicklung, Handwerk, Neue Technologien“. 2005 bis 2008 lehrte sie an der Universität Siegen als Professorin für Allgemeine Betriebswirtschaftslehre, insbesondere Management kleiner und mittlerer Unternehmen.
Von Oktober 2008 bis Januar 2013 war Friederike Welter an der Jönköping International Business School in Schweden als Professorin für Entrepreneurship und als Prodekanin für Forschung beschäftigt. Daneben hatte sie eine Forschungsgastprofessur am Small Business Research Centre der Kingston University in England inne und lehrte als Gastdozentin in der internationalen Doktorandenausbildung an der Autonomen Universität Barcelona.
Friederike Welter ist seit Februar 2013 Präsidentin des Instituts für Mittelstandsforschung Bonn. Daneben hat sie die Professur für BWL, insbesondere Management von kleinen und mittleren Unternehmen und Entrepreneurship, an der Universität Siegen inne.
Auf Einladung des Präsidenten der Generalversammlung der Vereinten Nationen Vuk Jeremić nahm Friederike Welter im Juni 2013 an der Debatte über die „Förderung des Unternehmertums“ in New York teil. Gemeinsam mit anderen Wissenschaftlern, Parlamentariern, Unternehmern und Vertretern von NGOs diskutierte sie darüber, wie auf regionaler und nationaler Ebene sowie seitens der UNO ein nachhaltiges Umfeld für Existenzgründer geschaffen werden kann, um so auch weltweit die Armut weiter zu bekämpfen.

## Internationale und nationale Gremientätigkeit (Auswahl)
- Vorsitzende des EXIST Sachverständigenbeirats beim Bundesministerium für Wirtschaft und Energie (BMWi)[5]
- Mitglied im Beirat für Fragen des gewerblichen Mittelstandes und der Freien Berufe (Mittelstandsbeirat) beim BMWK|Mittelstandsbeirat[6]
- Fachbeirat der Bundesanstalt für Finanzdienstleistungsaufsicht
- Mitglied in Academia Europaea
- Mitglied der Ludwig Erhard Stiftung |[7]

## Gutachtergremien wissenschaftlicher Zeitschriften
Friederike Welter ist neben ihrer Senior-Editor-Tätigkeit für die Zeitschrift „Entrepreneurship Theory & Practice“ und Gutachtertätigkeiten für diverse internationale wissenschaftliche Zeitschriften Mitherausgeberin der Buchreihe „Elgar Impact of Entrepreneurship Research Series“.

## Fellowships und Auszeichnungen (Auswahl)
- 2023: Ehrendoktorat der University of Glasgow[9]
- 2023: Mitglied der Ludwig Erhard Stiftung[10]
- 2021: Mitglied der Academia Europaea[11]
- 2017: Greif Research Impact Award[12] für ihren Beitrag „Contextualizing Entrepreneurship - Conceptual Challenges and Ways Forward“[13]
- 2015: Diana Trailblazer Award[14]
- 2014:  Wilford White Fellow, International Council for Small Business (ICSB)[15]
- seit 2013: Policy Fellow des Forschungsinstituts zur Zukunft der Arbeit (IZA)[16]
- 2011: Fellow des European Council for Small Business and Entrepreneurship (ECSB)[17]
- 2005: TeliaSonera Stiftungsprofessur „Entrepreneurship“ der Stockholm School of Economics in Riga für ihre Forschungsarbeiten über mittelständische Unternehmen in osteuropäischen Staaten
- 2002: Habilitationspreis der IHK Wolfsburg-Lüneburg für ihre Arbeit zum strategischen Verhalten von KMU

## Veröffentlichungen (Auswahl)
Friederike Welter hat bisher mehr als 250 Beiträge in wissenschaftlichen Zeitschriften sowie wissenschaftliche Studien für das RWI und IfM Bonn veröffentlicht. Zudem ist sie (Mit-)Autorin folgender Bücher:
- D. Smallbone, F. Welter: A Research Agenda for Entrepreneurship Policy, Cheltenham 2020.
- T. Baker, F. Welter: Contextualizing Entrepreneurship Theory, New York, Abingdon 2020.
- F. Welter: Entrepreneurship and Context. Cheltenham 2019.
- S. Birkner, K. Ettl, F. Welter, I. Ebbers (Hrsg.): Women´s Entrepreneurship in Europe. Multidimensional Research and Case Study Insights. FGF Studies in Small Business and Entrepreneurship, Heidelberg 2018.
- T. Manolova, C. Brush, L. Edelman, A. Robb, F. Welter (Hrsg.): Entrepreneurial Ecosystems and Growth of Women’s Entrepreneurship: A Comparative Perspective. Edward Elgar, Cheltenham 2017.
- R. Blackburn, U. Hytti, F. Welter, D. Fletcher (Hrsg.): Entrepreneurship, Universities and Resources. Frontiers in European Entrepreneurship Research. Edward Elgar, Cheltenham 2016.
- F. Welter, B. W. Gartner (Hrsg.): A Research Agenda for Entrepreneurship and Context. Edward Elgar, Cheltenham 2016.
- Diaz Garcia, C., Brush, C., Gatewood, E., F. Welter (Hrsg.): Women's Entrepreneurship in global and local Contexts. Edward Elgar, Cheltenham 2016.
- T. Baker, F. Welter (Hrsg.): The Routledge Companion to Entrepreneurship. Routledge, London 2015.
- R. Blackburn, F. Delmar, A. Fayolle, F. Welter (Hrsg.): Entrepreneurship and Creation of Wealth for Economies, Organizations and People. Frontiers in European Entrepreneurship Research. Edward Elgar, Cheltenham 2014.
- F. Welter, R. Blackburn, E. Ljunggren, B. W. Åmo (Hrsg.): Entrepreneurial Business and Society. Frontiers in European Entrepreneurship Research. Edward Elgar, Cheltenham 2013.
- D. Smallbone, F. Welter, M. Xheneti (Hrsg.): Cross border Entrepreneurship and Economic Development in Europe’s Border Regions. Edward Elgar, Cheltenham 2012.
- F. Welter, D. Smallbone, A. Van Gils (Hrsg.): Entrepreneurial Processes in a Changing Economy: Frontiers in European Entrepreneurship Research. Edward Elgar, Cheltenham 2012.
- G. Alsos, S. Carter, E. Ljunggren, F. Welter (Hrsg.): The Handbook of Research on Entrepreneurship in Agriculture and Rural Development. Edward Elgar, Cheltenham 2011.
- F. Welter, D. Smallbone (Hrsg.): Handbook of Research on Entrepreneurship Policy in Central and Eastern Europe. Edward Elgar, Cheltenham 2011.
- D. Smallbone, J. Leitao, M. Raposo, F. Welter (Hrsg.): The Theory and Practice of Entrepreneurship: Frontiers in European Entrepreneurship Research. Edward Elgar, Cheltenham 2010.
- R. Aidis, F. Welter (Hrsg.): Innovation and Entrepreneurship: Successful Start-ups and Businesses in Emerging Economies. Edward Elgar, Cheltenham 2008.
- R. Aidis, F. Welter (Hrsg.): The Cutting Edge: Innovation and Entrepreneurship in New Europe. Edward Elgar, Cheltenham 2008.
- P. Letmathe, J. Eigler, F. Welter, T. Heupel, D. Kathan (Hrsg.): Stand und Perspektiven der KMU-Forschung. DUV, Wiesbaden 2007.
- F. Welter, D. Smallbone, N. Isakova (Hrsg.): Enterprising Women in Transition Economies. Ashgate, Aldershot 2006.
- H.-H. Höhmann, F. Welter (Hrsg.): Trust and Entrepreneurship: A West-East Perspective. Edward Elgar, Cheltenham 2005.
- F. Welter (Hrsg.): Der Mittelstand an der Schwelle zur Informationsgesellschaft. (= Veröffentlichungen des Round Table Mittelstand. 3). Duncker & Humblot, Berlin 2005.
- F. Welter (Hrsg.): Dynamik im Unternehmenssektor: Theorie, Empirie und Politik. (= Veröffentlichungen des Round Table Mittelstand. 4). Duncker & Humblot, Berlin 2005.
- R. Leicht, F. Welter (Hrsg.): Gründerinnen und selbständige Frauen – Potenziale, Strukturen und Entwicklungen in Deutschland. (= Beiträge zur Mittelstandsforschung). v. Loeper, Karlsruhe 2004.